# 大同駅

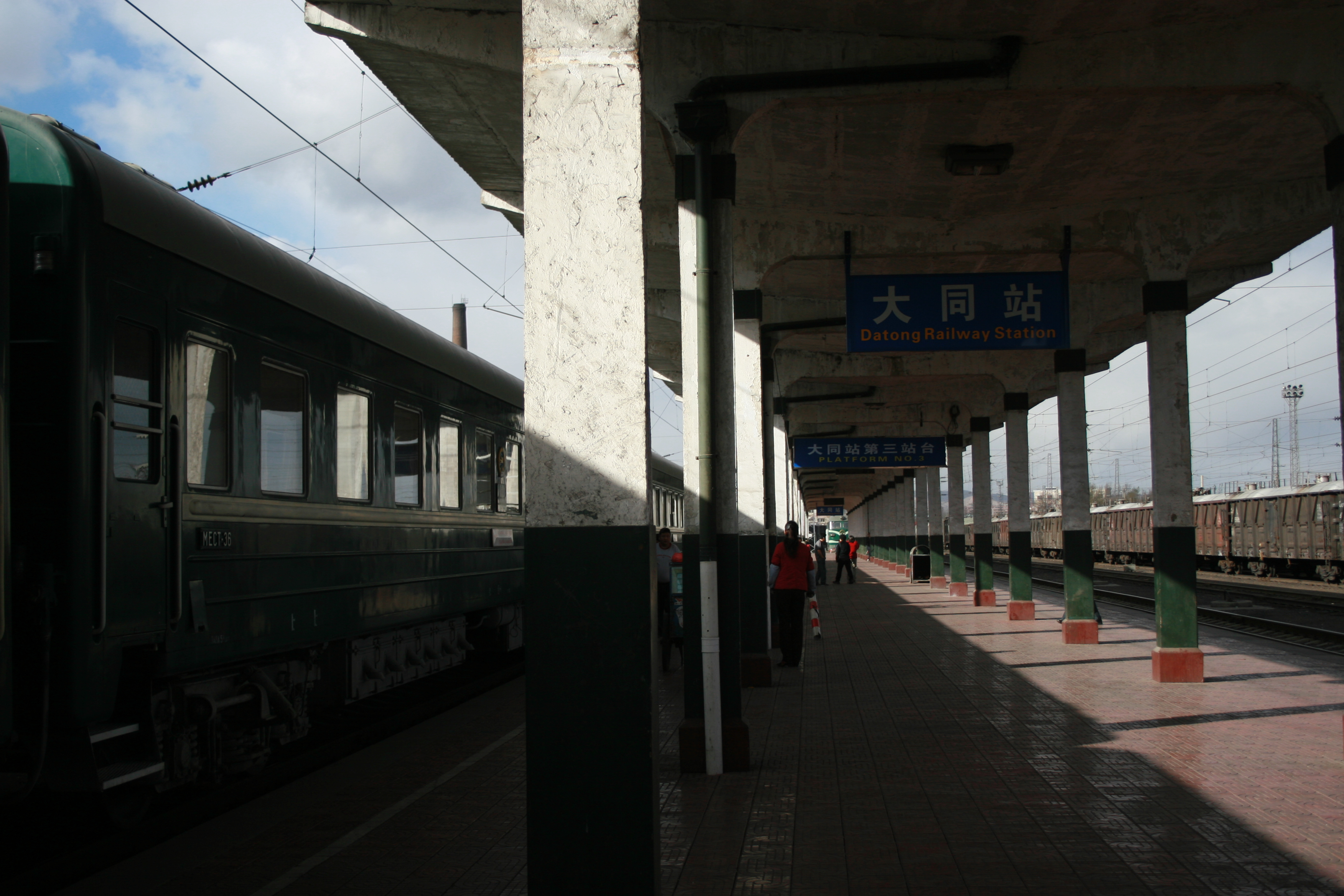
大同駅ホーム

大同駅（だいどうえき/中国語簡体字：大同火车站/正体字：大同火車站）は、中華人民共和国山西省大同市平城区にある、中国国鉄太原鉄路局が管轄する駅。

## 駅構造
単式ホーム1面、島式ホーム2面を持つ地上駅である。

## 所属路線
- 中国国鉄
  - 京包線：北京駅起点より374km、包頭駅終点まで450km
  - 同蒲線：本駅起点、北同蒲線終点の太原駅まで355km、南同蒲線終点の華山駅終点まで883km
  - 大秦線：本駅起点、韓家峰駅まで同蒲線と共用、秦皇島港駅終点まで653km
  - 雲崗支線：本駅起点、新高山駅終点まで43km[1]

## 利用状況
本駅は京包線、同蒲線、大秦線、雲崗支線の旅客、貨物を扱う特等駅であり、操車場を持つ。2009年4月現在、90本の旅客列車が発着し、20本の始発列車がある。

## 駅周辺
- 大同長距離バスターミナル
- 同和園飯店
- 通明賓館

## 歴史
- 1914年 - 開業した[3]。
- 1959年 - 1回目の改築を行った。[4]。
- 1978～81年 - 各部の拡張改造工事を行った[5]。
- 1989年 - 広さ13967平方メートルの待合室を新築し、貨物施設も大幅に拡張した[5]。
- 2007年 - 旅客ホームを全面改修し、入換指揮設備も自動化した[5]。

## 隣の駅
中国国鉄
京包線
大同東駅 - 大同駅 - 古店駅
同蒲線、大秦線
大同駅 - 平旺駅
雲崗支線
大同駅 - 雲崗駅